# Ethniki Odos 35
Die Ethniki Odos 35 (griechisch Εθνική Οδός 35 ‚Nationalstraße 35‘‘) ist eine Straßenverbindung in Griechenland. Sie ist die einzige Nationalstraße auf der Insel Zakynthos.

## Verlauf
Die Straße beginnt am Hafen der auch unter ihrer italienischen Bezeichnung Zante bekannten Stadt Zakynthos (Ζάκυνθος) im Osten der gleichnamigen Insel und führt südlich um das Stadtzentrum herum und weiter nach Südwesten am Flughafen Zakynthos vorbei nach Lithakia und von dort weiter nach Süden bis nach Keri (Κερί) nahe der Südspitze der Insel, wo sie endet.